# 15e armée régionale (Japon)
La 15e armée régionale (第15方面軍, Dai-jūgo hōmen gun) est une composante de l'armée impériale japonaise basée à Osaka durant la Seconde Guerre mondiale.

## Histoire
La 15e armée régionale japonaise est formée le 1er février 1945 sous le contrôle direct du commandement général de défense. Elle fait partie des efforts désespérés de l'empire du Japon d'empêcher les débarquements alliés à Honshū durant l'opération Downfall (ou opération Ketsugō (決号作戦, Ketsugō sakusen) en japonais). Elle est transférée dans la nouvelle deuxième armée générale le 8 avril 1945 et est responsable des régions du Kansai et du Chūgoku et de l'île de Shikoku. Son quartier-général se trouve à Osaka. Les commandants de la 15e armée régionale sont d'un poste équivalent à ceux de l'armée du district central et ont l'honneur de recevoir leur nomination personnellement de l'empereur Hirohito plutôt que du quartier-général impérial.
Elle est principalement composée de réservistes peu entraînés, d'étudiants conscrits, et de miliciens. De plus, les Japonais forment des corps combattants des citoyens patriotiques qui intègrent tous les hommes en bonne santé de 15  à   60 ans et les femmes de 17  à   40 ans. Les armes, l'entraînement, et les uniformes manquent globalement, certains hommes ne sont même armés qu'avec des mousquets à chargement par la bouche, des arcs longs, ou des lances de bambou. On attend cependant d'eux qu'ils fassent leur devoir jusqu'au bout.
La 15e armée régionale est démobilisée lors de la reddition du Japon le 15 août 1945 sans avoir combattu.

## Commandement

### Commandants
|   | Nom                                     | De               | À            |
| - | --------------------------------------- | ---------------- | ------------ |
| 1 | Général Masakazu Kawabe                 | 1er février 1945 | 7 avril 1945 |
| 2 | Lieutenant-général Eitaro Uchiyama (en) | 7 avril 1945     | 15 août 1945 |

### Chef d'état-major
|   | Nom                                | De               | À            |
| - | ---------------------------------- | ---------------- | ------------ |
| 1 | Lieutenant-général Michio Kunitake | 1er février 1945 | 15 août 1945 |